# Манастир Дубоки Поток
Манастир Дубоки Поток се налази на северу Косова и Метохије у општини Зубин Поток, близу засеока Придворица. Припада Епархији рашко-призренској Српске православне цркве, док манастирска црква представља непокретно културно добро као споменик културе. Манастир Дубоки поток налази се у изворишном делу истоименог потока, између села Доброшевине и Читлука, на северној страни Ибра, удаљен око 3 км северно од Зубиног Потока. Манастир сачињавају црква Ваведења Св. Богородице и сада обновљени и насељени конак из 19. века. Манастир Дубоки Поток је вековима, уз познатију Црну Реку, представљао средиште духовног живота и просветитељског рада у Колашину. Уз монашки и црквени живот, који никада није замирао, манастир памти и бурна времена, значајне историјске догађаје, ратна страдања и многа друга искушења. И сам је манастир неколико пута страдао, али и обнављан. Припада и оном манастирима за које се у нашем народу сматра да су „прелетели” из једног места у друго. За цркву у Дубоком Потоку верује се да је „прелетела” из Доњих Варага.
Игуман манастира од (2000—2021) био је архимандрит Ромило Јелић.

## Историја
Рана историја манастира мало је позната. Претпоставља се да потиче из 15. века. У старијим изворима помиње се као Дубоки Дол и, вероватно, као Дикодил (у турском попису из 1455. године). У најстарије изворе спада и помен двојице јеромонаха из Дубоког Потока у Дечанском поменику, који се водио од 1595. године до друге половине 19. века. Реч је о јеромонасима Никифору и Георгију, који су, у ствари, и први познати монаси овог манастира. У неким ранијим изворима у оближњим селима, као што су Придворица и Зубин Дол (Зубин Поток), помињу се и мирски свештеници, који су, највероватније, служили у Дубоком Потоку. То су поп Никола у Придворици и поп Влкосав у Зубином Потоку. Манастир Дубоки Поток, који је посвећен Ваведењу Пресвете Богородице, народ назива и „Црквом Светер Руке”, по реликвији, руци светог великомученика Никите, која се у манастиру налази од 1573. године. Тада је на темељима старе цркве подигнута нова црква, у народу названа и „Пречиста”. По предању које је забележио Григорије Божовић, Свету Руку је у Дубоки Поток донео и изгубио један дечански калуђер. Кивот са моштима пронашао је чувени поп Ђорђе, који је, тим поводом, са верним народом, на старом црквишту подигао нову цркву, о чему Божовић сведочи: „Прошло је неколико дана и поп је једнако мислио само о томе шта је могло бити са калуђеровом светињом. И најпосле пође да је и сам потражи. Кад сиђе у Дубоки Поток, пажљиво је разгледао и тражио, и случајно погледа око себе и поглед му се заустави на једном дрену, на коме угледа сребрници ковчежић, из кога је јака светлост ударала! Паде ничице на земљу и дуго је лежао и тако шаптао молитве у којима је молио да му Бог грешноме опрости и допусти да може узети Свету Руку. Окрепљен молитвом, приђе и са страхопоштовањем скине ковчежић и однесе га својој кући. Како је у Дубоком Потоку било црквиште, то поп Ђорђе сад намисли да ту подигне цркву. Он је био сирома' човек, али честит и ваљан Србин, зато га је свако поштовао и слушао, те и сад чим предложи народу да зида себи богомољу и Светој Руци кућу, буде одмах послушан. За кратко време буде црквица готова и посвећена Ваведењу или Пречистој, како народ каже”.
Црква је још неколико пута обновљена, у првој деценији 18. века, 1927. године и 1996—1997. Једна од већих обнова припада времену попа Радојице Клицановића, најчувенијег настојатеља манастира у Дубоком Потоку. О томе је некада постојао и запис: „Поп Радојица запопи се 1832. године, па настојни бидну у манастир, храму Ваведења и погредива плевну и дрго (?) кошару и дувар, темељ под кућу и оџак, што је од камена, и церкву препокри (шиндром или плочом), евангелије окова, и врата отвори на церкву (северна) 1838, и глобе дава и на владике и на забите (официре), и многе муке виде, те сам Бог да буде на помоћ свакоме и нама грешнима”. Он је 1850. године почео да зида нови конак, који је завршио његов унук, поп Јован, око 1883. године. У години када је рукоположен за свештеника, поп Радојица је посетио цркву светог Јована у Црколезу и угребао на зиду текст о свом доласку: „Приде грешни јереј Радојица родом Клицановић 1832”. О угледу овог свештеника сведочанство је оставио Григорије Божовић: „У дворишту црквеном на десној страни налази се гроб чувеног попа Радојице, из поп Ђорђеве породице, који је пуних 60 година служио олтару Божијем и народу свом, као прави свештеник, опомињући га да верно и као највећу светињу чува аманет својих старих, а наиме: веру, језик и своје српско име; ради чега је био врло поштован и уважен за живота, а после смрти остао је у успомени код народа као узоран свештеник. Умро је пре 18 година и народ из поштовања сахранио га је до саме цркве”.
Радојица Клицановић остао је упамћен и по чудној нарави, али и по снази своје молитве. Знао је да прокуне због учињене му неправде. Рогожњански поп Јеротије занимљиво га је окарактерисао у једном разговору са Григоријем Божовићем: „Ти се нијеси ни родио, али си ваљда чуо за попа Радојицу Клицановића из Колашина. Био је домаћин вашег манастира у Дубоком Потоку. Махнит је то поп био, али и прави светац. Бојали смо се од њега као од громовника. Сви су вјеровали да може да прокуне”.

## Прва школа у Колашину
Дубоки Поток има велики углед и због чињенице да је у њему 1891. године отворена прва школа у Колашину. Први њен учитељ био је Јосиф Спасић. Јосиф Спасић (1873—1959) је рођен у Сушици код Приштине. Основну школу завршио је у Грачаници, а Учитељско-богословску школу у Призрену. Постоји податак да је међу првим дипломираним богословима преписао Вукову Граматику 1888. године, а преписивање је завршио у два сата ујутру, дописавши на крају: „Преписивање сврших ноћу у два сата”. Био је учитељ у Дубоком Потоку од 1891. до 1895. године. Након тога, био је учитељ у Грачаници, а потом свештеник у Приштини. У то време је, према сопственом сведочењу, сарађивао са српским Конзулатом у Приштини, радећи за ослобођење српског народа од Турака. Испуњавао је све задатке које су му српски конзули постављали око преношења оружја, пребацивања патриота преко границе и скривања курира који су доносили поруке и оружје из Србије. За време Првог светског рата био је интерниран у Бугарску (1915—1918). Због отпора окупатору затваран је и у току Другог светског рата. Као свештеник пензионисан је 1947. године. У познатије учитеље школе у Дубоком Потоку спадају и: Сава Лешниковић, затим Сима Грујић (1896—1897), Радивоје Орловић и Сава Клинић (били учитељи 1898., односно 1899).
Сава Јовановић Лешниковић (потоњи Епископ рашко-призренски, Серафим) био је родом из Призрена. Богословску учитељску школу завршио је 1895. године, после чега је постављен за учитеља у Дубоком Потоку. Након рада у Дубоком Потоку, 1898. године постао је учитељ новоотворене школе у Урошевцу. Завршио је Духовну академију у Москви. Као удов свештеник замонашен је 1909. године на Српском подворју у Москви. Био је суплент призренске богословије и Гимназије у Штипу, а затим и професор. Хиротонисан је за епископа злетовско-струмичког 1920. године, а за епископа рашко-призренског изабран је 29. октобра 1928. године. Једно време је, као изасланик Светог архијерејског синода, радио у Прикарпатској Русији на враћању унијата у православље. За време Другог светског рата окупационе власти су га интернирале у Тирану, где је урмо 13. јануара 1945. године. Сахрањен је на православном гробљу у Тирани, поред костурнице српских војника изгинулих 1915—1918. године. Леп портрет Епископа Серафима дао је Григорије Божовић у „Политици”. Из текста сазнајемо да је, и пре овог последњег заточеништва, он осетио терет још једног робовања: „Није безначајна каквоћа оно национално каљење под Турцима. Преосвећени Серафим је Призренац и као учитељ прошао је кроз ту тешку школу по Маћедонији и Косову, а по школовању у Русији и као средњошколски наставник. Робовао је и собом чак и физички осетио значај и своје цркве и државе”
Сима Грујић је рођен у Ливађу код Липљана. Завршио је Богословију у Призрену. Био је учитељ у Дубоком Потоку и Лапљем Селу, а службовао је и у Македонији. У време рада на Косову био је члан приштинског Обласног учитељског удружења. Радивоје Орловић (1877—1919) и Сава Клинић били су познати национални радници и учитељи. Обојица су били ђаци Богословије у Призрену. Орловић је једно време био и сарадник „Цариградског гласника” из Колашина. У једном од бројева објавио је извештај о ђачком излету у оближњем Јасеновику, где су ђаци обишли остатке старе цркве:„Дошавши довде у развалинама црквеним отпевали су тропар: 'Днес благоволенија' а после починули од умора, пошто се ово место налази на ¾ сата од школе. Испод црквине налази се манастирска ливада; овде су ђаци играли и певали све до ручка. Када је наступило време ручка, онда је добри старац Радојица Јакшић, родом из Јасеновика, донео ђацима и учитељу ручак”. Исте године он обавештава Цариградски гласник о једном значајном прилогу цркви у Дубоком Потоку: „Из Колашина јавља нам г. Радивоје Орловић, учитељ, да је г. Мита Рајковић, туфекџија (пушкар) из Приштине, извештен од попа Јосифа Спасића, бившег учитеља колашинског, да црква Дубоко-Поточка храма св. Ваведења нема звечке, којом би се јављало хришћанима време службе Божије, изволео је за своје здравље и напредак у радњи, подарити тој цркви звечку, на чему му тамошња црквеношколска управа изјављује најсрдачнију благодарност, желећи да му Бог и Св. Рука—светиња цркве—подаре сваку срећу и напредак”.
Орловић је био учитељ у Прибоју од 1904. до 1912. године. Поред тога, био је и помоћник управитеља за Пријепољски срез, као и деловођа Црквено-школске општине у Прибоју. Говорио је на народним зборовима, а огледао се и као глумац у престави „Бадњи дан” за Светог Саву 1906. године. Први светски рат га је затекао у Пријепољу, где су га 1915. године Аустријанци заробили. Интерниран је у Ашах и Нежидер, где је свирепо мучен. Једном приликом је чак враћен у Прибој да покаже наводно скривена документа у манастиру Бањи код Прибоја. Овде је он „стављан на разне муке, био везан, тучен, глађу и жеђу мучен, па кад нису могли пронаћи тражена документа, они су га поново свезаних руку, отерали у ропство, где мучењу није било краја”. Након повратка из ропства, умро је у Пријепољу 1919. године. Сава Клинић је постављен за учитеља у Сјеници 1904. године. Од 1904. до 1906. године био је управитељ школа за сјенички крај. Ухапшен је и осуђен 1907. године због учешћа у Раоничкој буни. Вративши се са издржане робије у Скопљу, 1908. године долази за управитеља школа у Новом Пазару. Службовао је и у Пећи. И он је, као и Радивоије Орловић, био затечен у логору у Нежидеру. После њих, долазе учитеље Колашинци Григорије Божовић и Јарослав (Јарго) Поповић. Из Божовићевих персоналних досијеа може се видети да је био учитељ у Дубоком Потоку од 1. септембра 1898. до 1. новембра 1899. године. То значи да је у Дубоком Потоку био у време Орловића и Клинића. Божовић тада није имао диплому о свршеној Богословско-учитељској школи, радио је, највероватније, без указа, а плату примао од прихода школе, за разлику од постављених учитеља, који су плату примали од српске државе. Ово време, проведено у Дубоком Потоку, биће му признато у служби као указаном учитељу у посебној процедури 1921. године на основу закона о правима националних радника из 1920. Сам Григорије Божовић је био и ђак школе у Дубоком Потоку, и то највероватније 1892\93. године, као ђак четвртог разреда. Сматра се да је први и други разред завршио у Косовској Митровици, а трећи четврти у Дубоком Потоку, где му је учитељ био Јосиф Спасић. Миленко Јевтовић је о томе забележио занимљиво сведочанство: „Када је у данашњој осмогодишњој школи у Зубином Потоку 1951. године обележена 60. годишњица школства у Ибарском Колашину, на прославу је дошао и учитељ Ј. Спасић и том приликом пред изабраним (најбољим) ученицима завршних разреда одржао школски час. Иако у дубокој старости, он је још памтио име и презиме, име оца и родно село сваког свог ученика из прве године службовања у Дубоком Потоку, чак и где му је који ђак седео. Сећајући се њихових имена, изговорио је и име Григорија Божовића и додао 'протин син из Придворице'. Наставник који је био уз старог учитеља убрзо је завршио час. Учесници тога часа и сведоци 'инцидента', ученици осмогодишње школе из 1951. године, сећају се да се после прослав у школи причало да је 'поп дошао да се бави политиком'”.
Јарго Ј. Поповић је рођен 1877. године у Дубоком Потоку, где је и учио основну школу. Богословско-учитељску школу завршио је у Призрену 1900. године, када је и постављен за учитеља у Дубоком Потоку. Умро је 1915. године од „пегавца”. Био је син чувеног колашинског свештеника и гуслара, Јована Поповића, а и сам је био један од најбољих гуслара у Колашину. За њега је речно да је „изнад свега волео српску песму, српске гусле, српско име, прошлост и сјајну будућност Србинову”. Међу учитељима је било и бивших ученика ове школе, који су се школовали у Цариграду, као што је, на пример, Мијат Божовић. Поред њега, треба поменути и друге учитеље, Колашинце, у Дубоком Потоку: Јордан Божовић, Александар Деспотовић Јакшић, Младен Радојевић, Недељко Божовић, Мартин Добрић и Радивоје Краговић. Прве године школа је имала 30 ученика, који су, углавном, становали у интернату, а тај број се касније повећавао. Првој генерацији припадали су: Мартин Добрић из Брњака, Смиљко Ђукић из Доњег Јасеновика, Данило Колаковић из Бања, Саво Добрић из Брњака, Манојло Добрић из Брњака, Петар Краговић из Кобиље Главе, Зарија Станић из Брњака, Петар Краговић из Кобиље Главе, Живојин Добросављевић из Бурлата, Младен Радојевић из Зупча, Томислав Соврлић из Бурлата, Радојко Спасојевић из Јагњенице и други. Прву школску управу чинили су: поп Јован Милентијевић, старешина цркве (унук Радојице Клицановића), Милош Божовић и Арсеније Томовић Поповић. Школа је због свог угледа названа „матицом сеоских школа од Призрена до Рашке и Сјенице”. Прота Јосиф Спасић је 1949. године о отварању школе забележио, између осталог, и следеће: „Кад сам добио дозволу за слободно отварање школе на месту где није била више од 500 година, била је велика радост за цео Колашин и за мене”. Поред учитељских послова, Јосиф Спасић је радио и на прикупљању колашинских народних песама. Он је 1948. године говорио Благоју Божовићу о свом необичном раду: „Кад су били сабори код цркве (мисли се на Св. Ваведење), ја сам слушао народне песме и на славама и на свадбама, кад бих са попом Јованом ишао, а ја сам бележио. Увече сам позивао Мирка и Витка на поседак, зими, па би ми певали и казивали разне песме, а ја бележио да ми се нађе да о њима у Косову причам. Тако сам скупио 318 песама у једној свесци. Кад дођох за учитеља у Грачаницу 1895. године, срео сам код нашег конзула Свете Симића Стевана Мокрањца, који је дошао да забележи косовске песме. Ја му покажем колашинске. Он је био толико задовољан да ме замоли да му дам ове песме да их носи за Београд. Уз то, питао ме да ли знам њихове мелодије. Ја сам му отпевао неке и он је то нотирао. Песме сам му драге воље дао”.
Конак у којем је школа радила спаљен је 1944. године, а обновљен 1951. На његовом месту у новије време никао је нови манастирски конак. Доласком игумана Ромила и монашког братства у Дубоки Поток 2000. године, започела је најзначајнија обнова манастирског комплекса.

## Старине
Манастир поседује и драгоцености као што су рукописне и штампане књиге, иконе и крстови. Збирку рукописних књига чине: Зборник из 15. века или почетка 16. века, Четворојеванђеље из друге четвртине 16. века, Служабни минеј за октобар из треће четвртине 16. века, Зборник (Панегирик) проповеди за празнике од септембра до новембра из треће четвртине 16. века. Манастиру је припадао и рукопис Теодосијевог Житија Светога Саве, али је тај рукопис нестао. На старине у Дубоком Потоку први је скренуо пажњу Владимир Ћоровић. Он је том приликом оставио следећу белешку: „У нашој науци не зна се много о тој малој сеоској цркви недалеко од Косовске Митровице. Она ни по својој убогој спољашности, ни по свом врло скромном инвентару није привлачила широку публику, која би јој створила глас; а за људе од науке она је откривена тек у наше дане. Лежала је с неруке, доста повучена с главног друма у један клана који пре висок него дубок, а налазила се у једној области до које се, због њених арнаутских становника и суседа, долазило са много опасности. Ми смо је посетили овог лета по љубазном савету г. проте Стеве Димитријевића и имали смо у њој једно лепо научно изненађење, нашавши ту један нови рукопис Теодосијева Житија Св. Саве из доста раног времена”. Ћоровић нас обавештава да је цело Житије фотографисао Ф. Месеснел из Скопља. Рукопис је, највероватније, изгорео 1944. године, када су, у време ратних окршаја у Дубоком Потоку, запаљене све цркве зграде, осим цркве и звонаре. Манастир поседује и вредне реликвије, као што је рука мученика Никите, у народу названа једноставно Света Рука и делови моштију Светих Врача. У Дубоком Потоку се једно време налазио и печат патријарха Арсенија III Чарнојевића, који је овде боравио у време Сеобе 1690. године. Печат патријарха Арсенија Чарнојевића је 1902. године руски конзул Виктор Машков однео у Петроград, где се и сада налази.
Упечатљиву слику боравка Патријарха у Дубоком Потоку 1690. године обликује Григорије Божовић у причи Лукин Вир: „Једнога јутра, давно је то било, кад је свети Петар Коришки побегао из своје цркве у Колашин, освану на Вучјем Пољу, на самој обали љутога Ибра, према манастиру Свете Руке, развијен стег пропале државе српске, сачуван у Патријаршији у Пећи. Кад се магла на прандусе, као на рашчешљане сребрне браде стогодишњих стараца, поче дизати према сурому Бериму, Колашинци опазише из својих присоја и осоја да је поље као мравињак притиснуто војском, црних калуђерима и светињама, народом малим и великим, војводама и кнезовима. Поред самога стега издвајаше се сери шатор, са великим, беличастим крстом и јабуком на врху. Око њега сноваху брадати калуђери, крупне неке људине са пребаченим медвеђим и овчјим дебелим кожусима поврх сребрних тока и медних оклопа и панцира. Млађи се чуђаху и позваше старце да их за невидовност упитају. Они погледаше и сетише се, па сиђоше до Ибра да се увере. То бејаше Пећски Патријарх, с народом, с војском, с властелом малом и великом, војводама и владикама. У тај мах зазвецкаше војни литвари, затрубише ратни рогови, зазвонише мала звона. Непрегледно море људи и војске, жена и деце усколеба се као планинско језеро када га спопадне ненадна рђава погода, поче се у таласастим редовима збијати у валове поред шатора, али узалуд: тешко да је створ корак био ближе, јер се не могаше напред-поље опет остаде покривено светином. Из шатора изиђе висока мрачна и забринута појава Патријарха. Настаде тајац и светина једним махом обнажи своје космате главе и осени себе широким, брзим топлим и побожним кретом. Један високи поп с оближњега огњишта дохвати жив угарак, припали жутњикаво-мрку воштаницу и додаје је суморну поглавару цркве и народа. Овај диже коштуњаве руке и благослови народ. Са Свете Руке, некако свечано, изненада, забрујаше звона. Народ као по заповести клече на земљу, прекрсти руке на својим прсима, упре очи ка небу, и, добивши неземаљску сен по лицу, стаде побожно да слуша молитву. Патријарх беше изашао да одслужи јутрење..”

## Сабори и традиције
Дубоки Поток је и место великих народних сабора на: Божић, Богојављање, Благовести, Васкрс, Духове и посебно на Госпођиндан и Ваведење. Древни обичај у Колашинаца, ношење крста, у Дубоком Потоку дешавао се на Свете Тројице. Леп извештај о том догађају на Свете Тројице (28. мај 1900. године) објављен у Цариградском гласнику, где, између осталог, стоји и следеће: „Код нас у Колашину ношење крста почиње од Спасова дана, али поглавито од Свете Тројице, па целе ове недеље, по разним селима. Ми Пољани носимо на сам дан Свете Тројице. Девет наших села, која су растурена на обема обалама Ибровим, спремају се за овај дан као год и за свети, па друкче овај дан и не зову него свети, јер дижу славу Божју и долазе им гости, као год и о светоме. Наше крстоноше на овај дан долазе цркви у Дубоком Потоку, где се сваке године и купи велики сабор, јер нам је ово средередња и најглавнија црква. Наши причају да је на овај дан овде бивало великих сабора, али кажу и то да као ове године није био тако велики и тако свечан”. Извештај се завршава речима: „Овогодишње Тројице отаће нама Колашинцима вазда као најмилија успомена, те ћемо и даље гредити по упуту страих, односно народних установа и обичаја”.
Поред ових догађаја, Дубоки Поток је сведок и великог страдања Колашинаца, нарочито на почетку 20. века, у време албанских злочина током истраге оружја у Колашину. Иако је манастир био мета напада, у њему су уточиште нашли бројни Колашинци. Због тешко стања у Колашину, Сабо Успенија Пресвете Богородице, 15. августа 1901. године, протекао је по први пут без песме и игре. Када је руски конзул Виктор Машков дошао у Колашин 10. јула те године, он је свој штаб сместио у Дубоки Поток, чинећи све да заштити српско становништво од албанских зулума. Све напред речено говори о улози коју је Дубоки Поток имао у црквено-народном и просветитељском животу Колашина. Немогуће је његову духовну мисију одвојити од просветне мисије нити његов црквени живот од народних сабрања. Пуноћа његове историје и литургијског живота може се сагледати само у назначеном јединству.